# Uomo di Loschbour
Loschbour 1, noto come l'uomo di Loschbour (in lussemburghese: Loschbur-Mann), è uno scheletro umano preistorico scoperto nel 1935 in località Löschbur, nel comune di Waldbillig, nel Lussemburgo.

## Descrizione
Lo scheletro, quasi completo, venne scoperto dall'archeologo dilettante Nicolas Schmit in un riparo sotto roccia, in una località chiamata Löschbur, nei pressi del fiume Schwaarz Iernz, vicino al piccolo borgo di Mullerthal. Secondo le datazioni effettuate dagli studiosi, lo scheletro risalirebbe a circa 8.000 anni fa, ossia al tardo Mesolitico. È conservato nel Museo nazionale di storia naturale a Lussemburgo.
Indagini sul genoma dell'uomo di Loschbour, diventato un punto di riferimento per gli studi sul DNA antico per il suo buono stato di conservazione, hanno permesso di determinare che apparteneva al cluster genico dei cacciatori-raccoglitori occidentali.
Aveva la carnagione scura, i capelli neri (74% di possibilità) o castano scuri (26% possibilità), gli occhi azzurri (52% di possibilità) o verdi (26% di possibilità) ed era inoltre intollerante al lattosio, caratteristiche che sono state riconosciute anche in altri due H sapiens, l'uomo di Cheddar, ritrovato nel Somerset in Inghilterra, e l'uomo di La Braña, ritrovato nella Castiglia e León in Spagna.
Alto circa 160 cm, pesava 60 chilogrammi, e morì tra i 34 e 47 anni. Insieme alle ossa dell'individuo, sono state sepolte numerose armi di selce che venivano usate per uccidere cervi e cinghiali, e queste informazioni, sin dal suo ritrovamento nel 1935, hanno fatto ipotizzare che fosse un cacciatore-raccoglitore, e non un contadino, ipotesi poi confermata nel 2014 dall’analisi del DNA antico.
Uno studio genetico del 2016, confermato da un secondo studio del 2023, condotto sul DNA antico estratto dai resti oltre 50 scheletri umani, tra i quali Loschbour 1, ha definito il cosiddetto cluster di Villabruna, dove sono presenti i più antichi geni dell'aplogruppo R1b, quello maggiormente presente dei moderni europei. La scoperta attesta così la presenza in Europa occidentale di popolzioni portatrici di questo insieme genetico, già almeno da 14 000 anni dal presente, molto prima delle precedentementi ipotesi, quando si riteneva che queste prime popolazioni fossero giunte in seguito a migrazioni avvenute durante l'età del Bronzo (circa 5 000-4 000 anni dal presente) provenienti dalle steppe dell'Europa orientale. Di fatto sono le più antiche testimonianze dell'insieme genetico predominante nei moderni europei.